# Eo (flod)
Eo (spanska: Río Eo) är en spansk flod.  Den är 99 km lång och rinner genom Asturien i den nordvästra delen av landet. Dess utlopp fungerar som gräns mellan regionerna Asturien och Galicien.